# Iglesia católica en Brasil

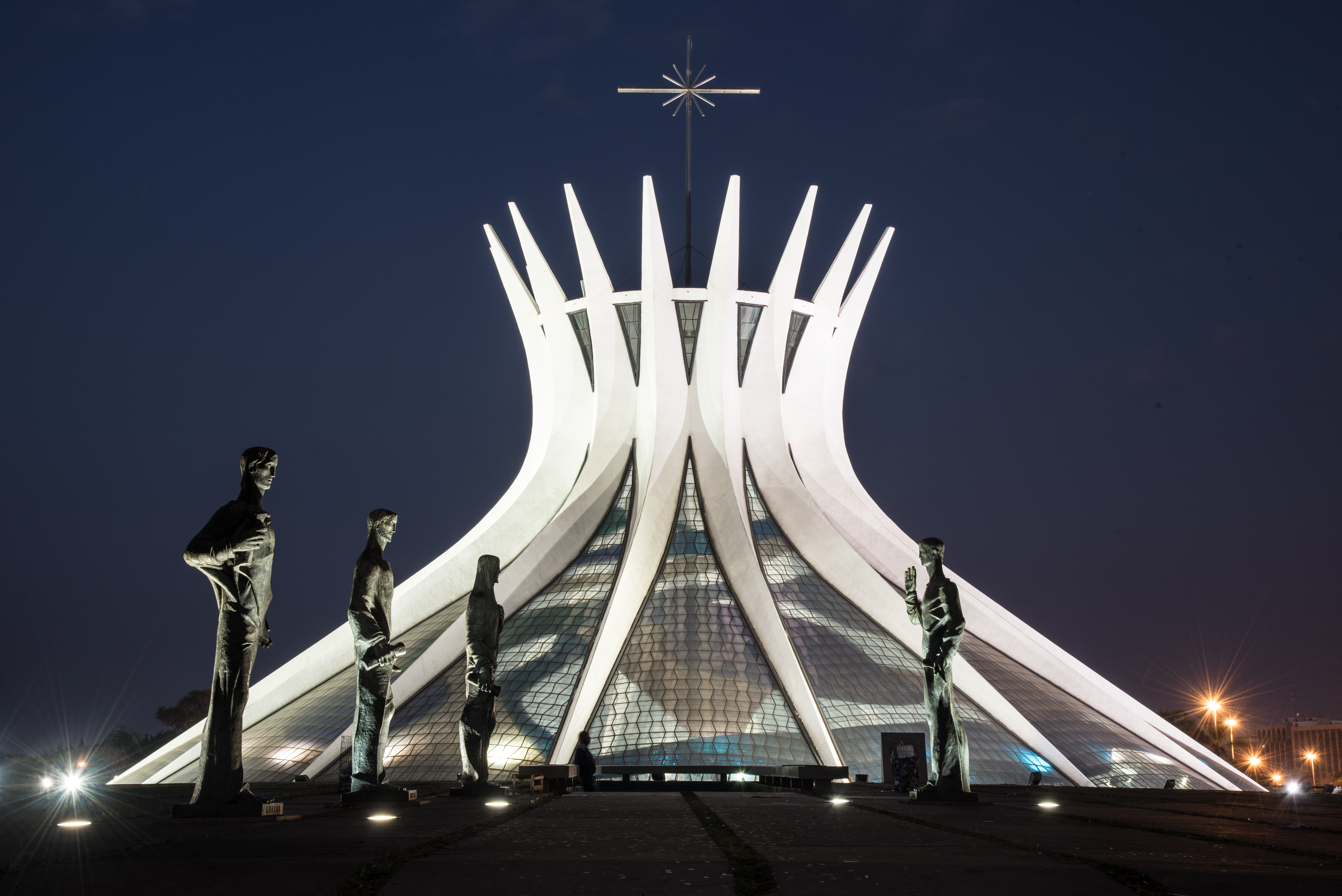
Catedral de Nuestra señora aparecida en Brasilia

La Iglesia católica se encuentra presente en Brasil desde la época colonial, desde el descubrimiento de los portugueses, comandados por Pedro Álvares Cabral del territorio actual brasileño. Desde ese entonces el catolicismo ha sido la religión más profesada en todo Brasil.

## Historia

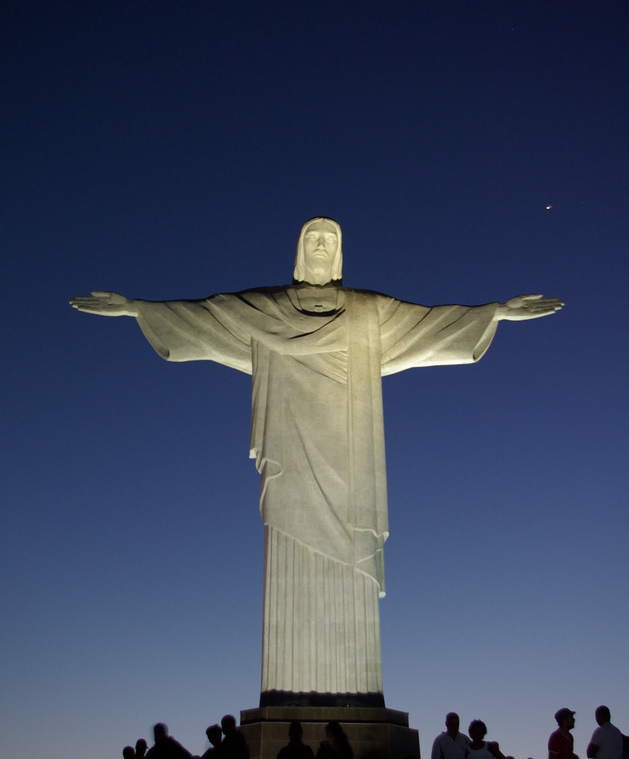
El cristo redentor de Río de Janeiro

El cristianismo llegó a Brasil desde el descubrimiento de los portugueses del territorio, y echó raíces profundas en la sociedad desde el primer momento de la interacción con los habitantes indígenas y los portugueses. Durante el período de la colonización, las órdenes religiosas y congregaciones llevaron los servicios en las parroquias y diócesis, la educación en las escuelas, la evangelización de los indígenas y la caída en la vida del país.
La fuerte herencia católica brasileña remonta a los misioneros de la península ibérica, que difundieron a los nativos brasileños al catolicismo. En un momento dado, las misiones de la Iglesia comenzaron a obstaculizar la política gubernamental de explotación de los nativos. En 1782, los jesuitas fueron suprimidos y el gobierno endureció su control sobre la Iglesia. Además de convertir a los nativos, también hubo un gran esfuerzo para garantizar el cumplimiento con el catolicismo como la Inquisición que no fue formalmente establecida en Brasil, pero sin embargo funcionó ampliamente en las colonias portuguesas.

## Catolicismo por estado

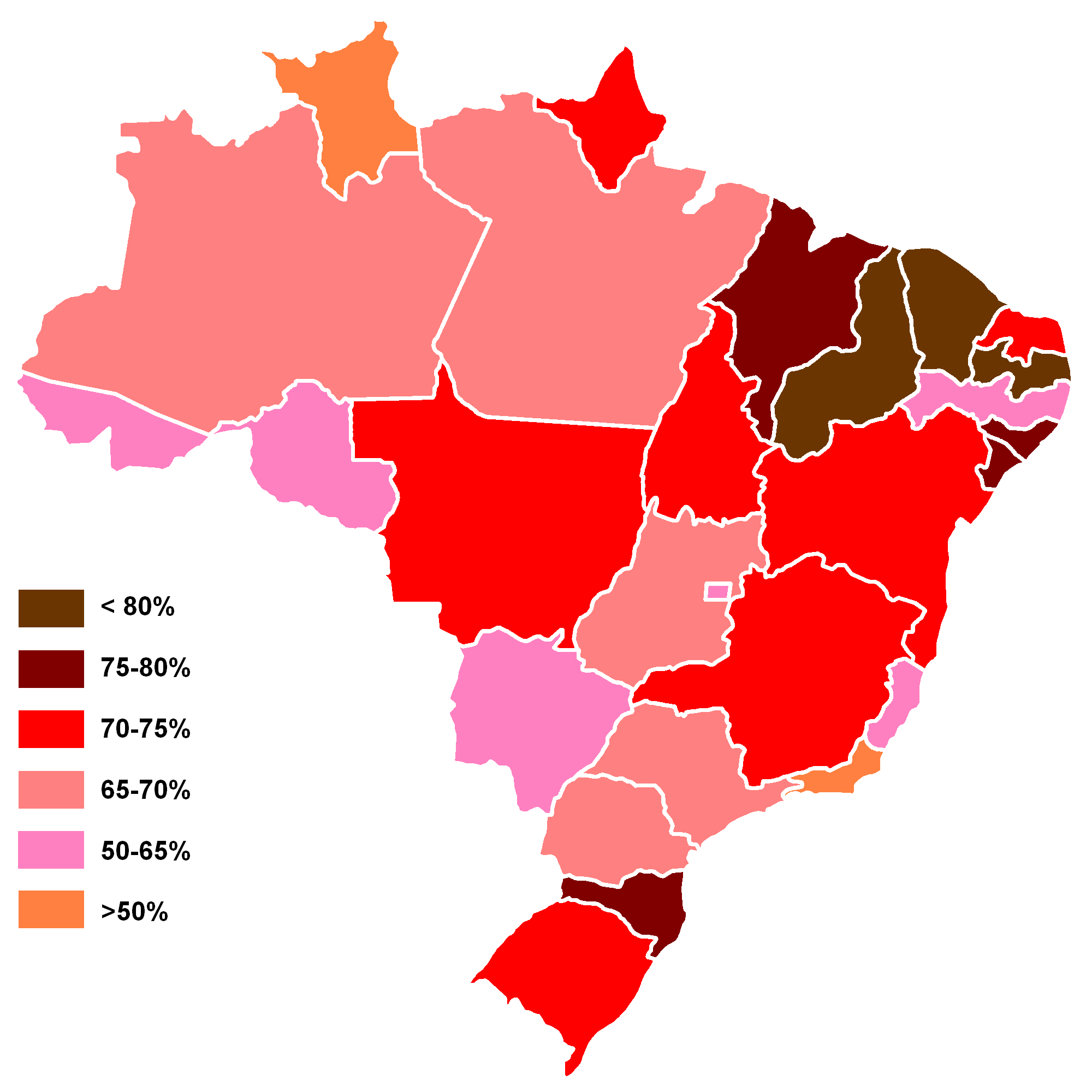
Porcentaje de católicos por estado

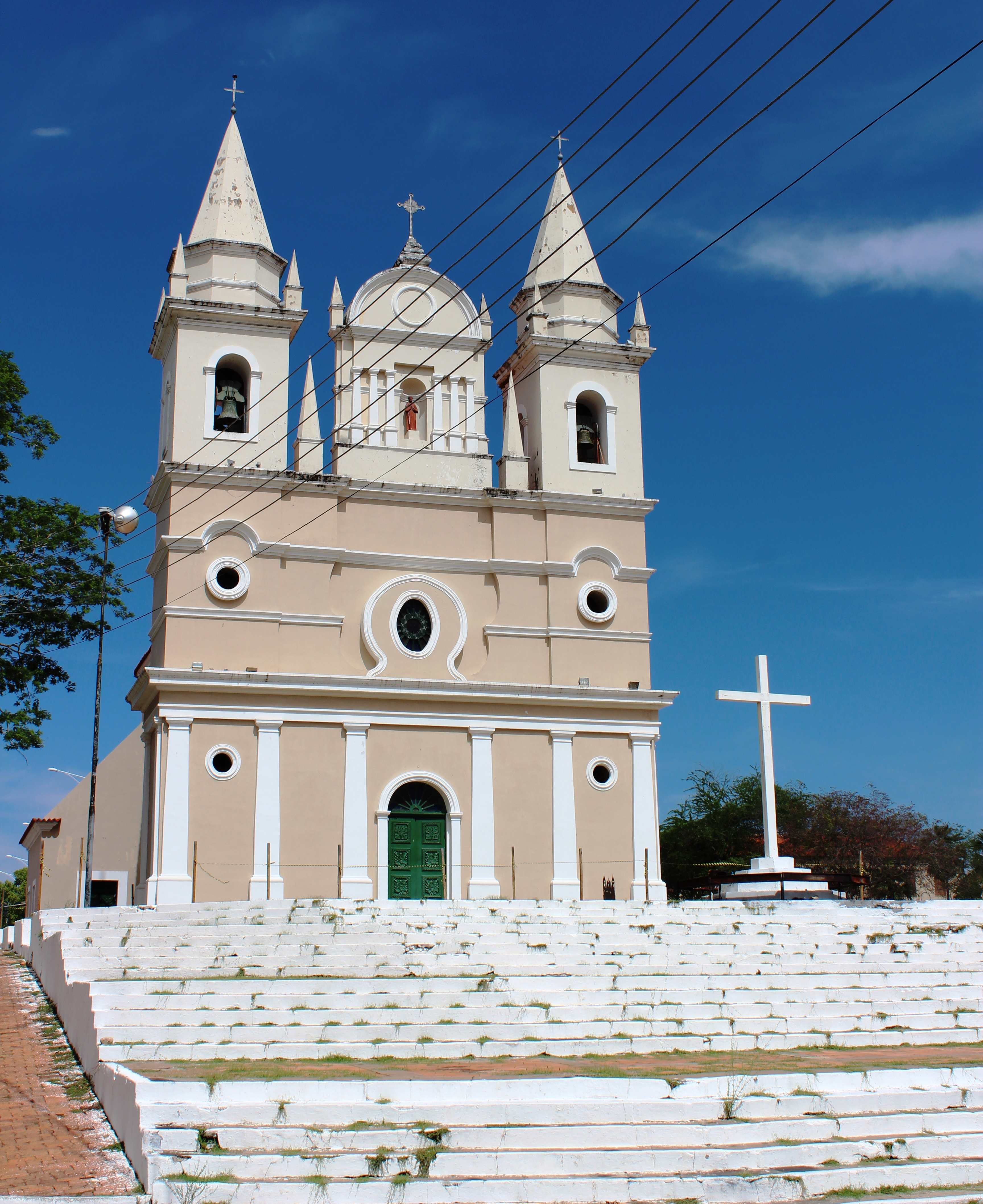
Iglesia de San Benedicto en Teresina, en el estado de Piauí, el estado con mayor porcentaje católico

| Posición | Estado              | Porcentaje de católicos | Religión predominante: |
| -------- | ------------------- | ----------------------- | ---------------------- |
| 1        | Piauí               | 90                      | Catolicismo            |
| 2        | Ceará               | 86                      | Catolicismo            |
| 3        | Paraíba             | 84                      | Catolicismo            |
| 4        | Rio Grande do Norte | 83                      | Catolicismo            |
| 5        | Maranhão            | 82                      | Catolicismo            |
| 6        | Sergipe             | 82                      | Catolicismo            |
| 7        | Santa Catarina      | 80                      | Catolicismo            |
| 8        | Alagoas             | 79                      | Catolicismo            |
| 9        | Minas Gerais        | 78                      | Catolicismo            |
| 10       | Tocantins           | 77                      | Catolicismo            |
| 11       | Paraná              | 76                      | Catolicismo            |
| 12       | Rio Grande do Sul   | 76                      | Catolicismo            |
| 13       | Pernambuco          | 74                      | Catolicismo            |
| 14       | Bahia               | 74                      | Catolicismo            |
| 15       | Pará                | 74                      | Catolicismo            |
| 16       | Amapá               | 74                      | Catolicismo            |
| 17       | Mato Grosso         | 73                      | Catolicismo            |
| 18       | Amazonas            | 71                      | Catolicismo            |
| 19       | São Paulo           | 70                      | Catolicismo            |
| 20       | Mato Grosso do Sul  | 69                      | Catolicismo            |
| 21       | Acre                | 68                      | Catolicismo            |
| 22       | Goiás               | 68                      | Catolicismo            |
| 23       | Roraima             | 66                      | Catolicismo            |
| 24       | Distrito Federal    | 66                      | Catolicismo            |
| 25       | Espírito Santo      | 63                      | Catolicismo            |
| 26       | Rondônia            | 57                      | Catolicismo            |
| 27       | Río de Janeiro      | 56                      | Catolicismo            |